# Lieps (See)
Die Lieps ist ein See in Mecklenburg-Vorpommern, Deutschland. Der Name des Sees stammt vom slawischen „Lipa“ („Linde“).

## Geographie
Die Lieps gehört zum Gebiet der Stadt Neubrandenburg und liegt nur wenige hundert Meter südlich des Tollensesees. Mit diesem See ist sie in Richtung Norden über Kanäle (z. B. „Alter Graben“) verbunden. Die Lieps, die hauptsächlich vom Ziemenbach und vom Eichseebach (Zippelower Bach) gespeist wird, ist 3 Kilometer lang und 2,5 Kilometer breit. Letztere Zufluss ist Bestandteil der historischen Landwehr Isern Purt, der Gaugrenze der Retharier. Die durchschnittliche Wassertiefe beträgt 2,3 Meter. Ihr Wassereinzugsgebiet beträgt 82,6 km² und ist überwiegend landwirtschaftlich geprägt. Die Lieps ist Teil des Naturschutzgebietes Nonnenhof.

## Allgemeines
An den Ufern der Lieps liegt das Jagdschloss Prillwitz, von dem man die Halbinsel Nonnenhof mit dem Bacherswall sowie die Inseln Hanf- und Kietzwerder überblicken kann. Im Gebiet von Tollensesee und Lieps wird seit Jahrhunderten das slawische Zentralheiligtum Rethra vermutet und gesucht, ohne dass ein Nachweis bisher gelungen wäre. Durch Anstauung des Wasserspiegels im 13. Jahrhundert um etwa 1,5 Meter für den Betrieb der Vierrademühle liegen zahlreiche slawischer Kulturreste heute unterhalb der Wasserlinie. Die Insel Binsenwerder ist heute vollständig überflutet. Bei Unterwassergrabungen in der Lieps, sowie bei Untersuchungen auf den Inseln und der Burgwallanlage auf der Halbinsel Nonnenhof konnte eine ständige Besiedlung seit dem 7. Jahrhundert nachgewiesen werden. In spätslawischer Zeit hatte sich hier ein frühstädtisches Siedlungszentrum von herausragender historischer Dimension entwickelt. Bedeutendster Fund aus dem Tollensesee-Lieps-Gebiet ist ein doppelköpfiges slawisches Holzidol, das 1969 auf der Fischerinsel im Tollensesee ausgegraben wurde. Viele slawische Funde aus diesem Gebiet sind heute im Regionalmuseum Neubrandenburg zu besichtigen. An die Lieps und das südöstliche Ufer des Tollensesees angrenzend entsteht seit 2014 eine Feriensiedlung mit Schwedenhäusern.

## Chemische und trophische Charakteristik
Die Lieps ist ein polymiktischer Flachsee. Der durchschnittliche pH-Wert von 8,8 weist sie als schwach alkalisch aus. Nach Angaben des Gewässergüteberichtes 1993 (LAUN M-V u. StAUN M-V 1993) lagen ganzjährig hohe Sauerstoffkonzentrationen bis zum Grund vor. Als charakteristisch wird für die Lieps ihre hohe Calciumcarbonatkonzentration von über 1 g/l angegeben, wodurch mutmaßlich die hohen Phosphoreinträge eliminiert würden. Die Gesamtphosphorkonzentration  betrug nur 80 μg/l, in den Sommermonaten jedoch örtlich und oberflächennah auch bis 118 μg/l. Die Gesamtstickstoffkonzentration betrug 1,5 mg/l. Diese Parameter wiesen den See als eutroph aus. Für die Folgejahre bis 2001 wurde eine Veränderung der Trophie bis hoch polytroph registriert. Diese Veränderung ging einher mit der Zunahme der Chlorophyll a-Konzentration bis maximal 107 μg/l (1998), der zeitweiligen Erhöhung der Phosphorkonzentration bis 180μg/l (59 – 180μg/l) und der Abnahme des Calciumcarbonatgehaltes um ca. die Hälfte ihres Ausgangswertes von 1993.
In den Sommermonaten 1998 haben Algenspezialisten des Leibniz-Institut für Gewässerökologie und Binnenfischerei (IGB) die subtropischen und tropischen Blaualgenarten Cylindrospermopsis raciborskii, Anabaenopsis elenkinii und Aphanizomenon issatschenkoi in der Lieps seit einem erstmaligen Nachweis im Jahre 1990 erneut nachgewiesen. Die Lieps ist der nördlichste bisher bekannte Fundort der Art Cylindrospermopsis raciborskii.

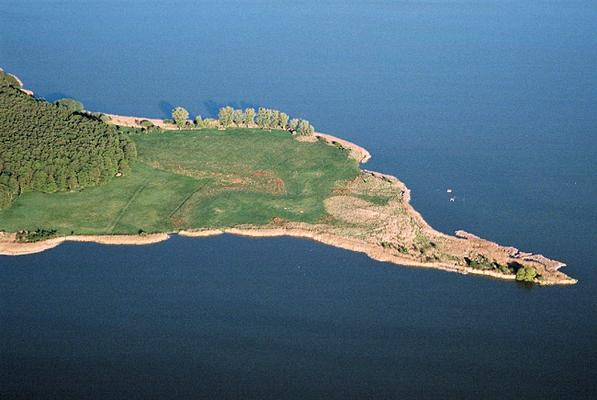
Slawischer Bacherswall, der in die Lieps ragt. Legenden rund um das „versunkene“ Rethra ranken sich um diese Gegend.
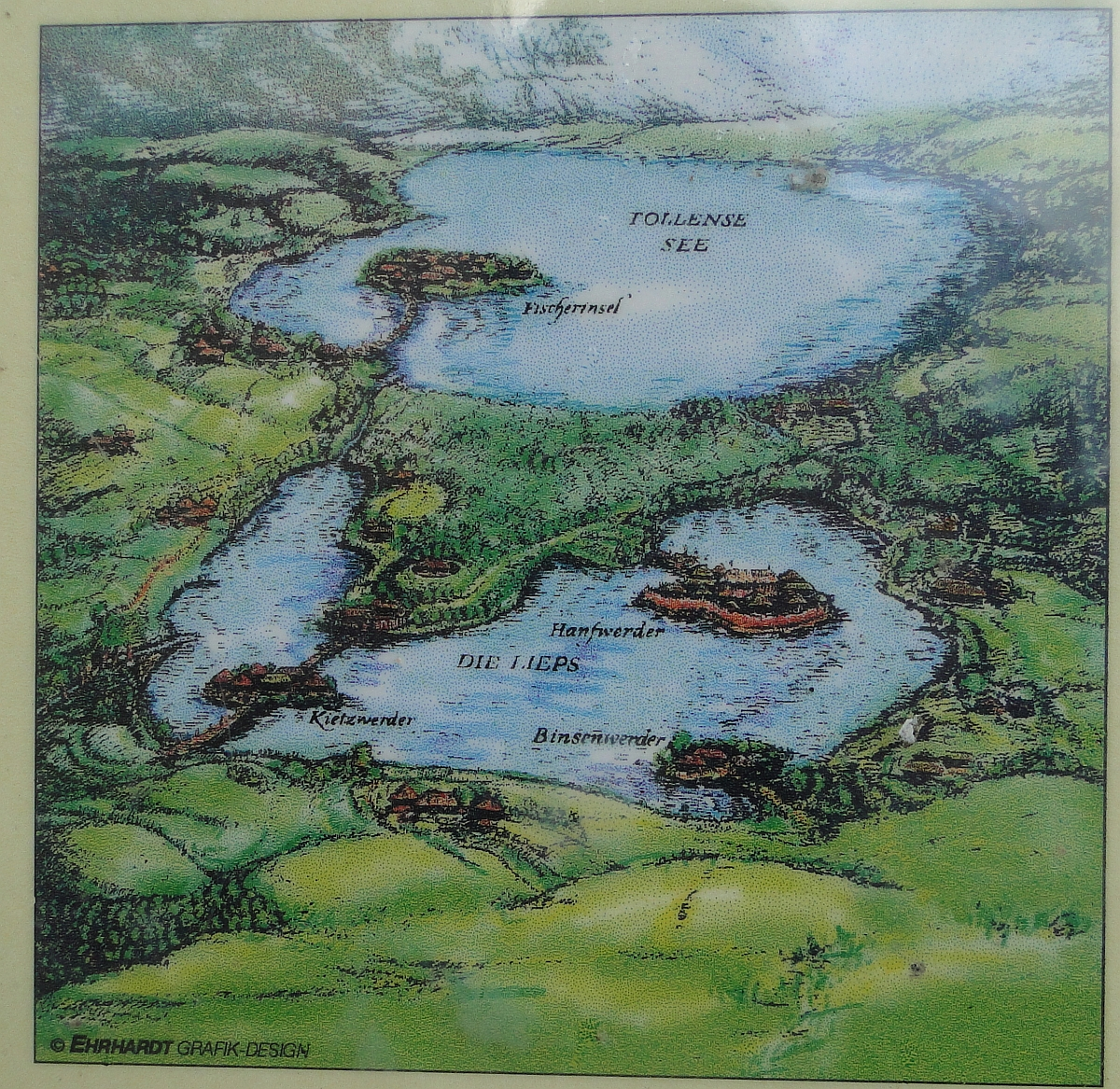
Karte Rethra- auf der Infotafel Lieps am Jagdschloss Prillwitz
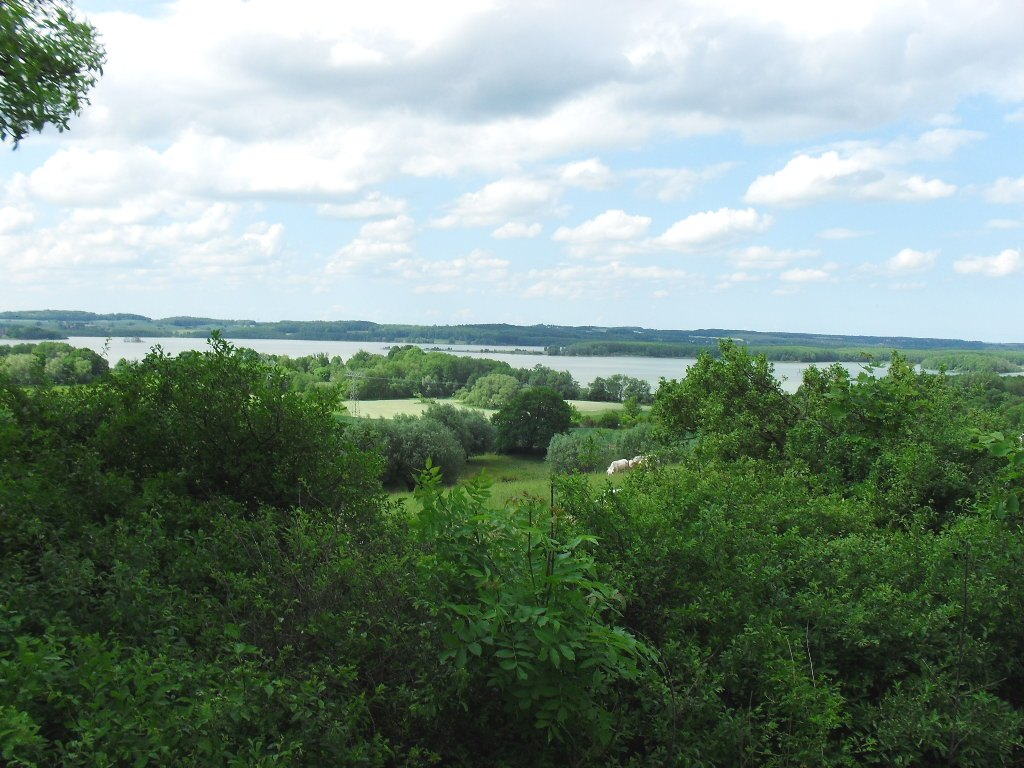
Blick auf die Lieps von der Anhöhe bei Usadel
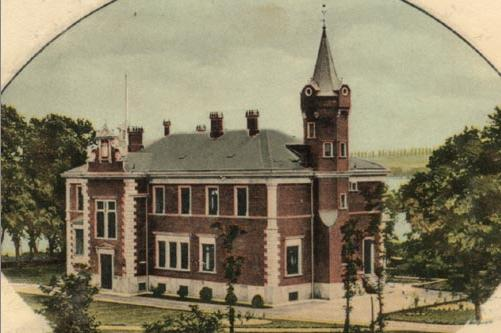
Jagdschloss Prillwitz am westlichen Ufer der Lieps